# Falkeplatz
Der Falkeplatz in Chemnitz (von 1951 bis 1990 Fritz-Heckert-Platz) war und ist einer der verkehrsreichsten Knotenpunkte der Stadt. Er ist kein Platz im herkömmlichen Sinne, sondern eine Kreuzung bzw. ein weiterführender Straßenzug. Er befindet sich an der Stelle des ehemaligen Nikolaitores, das eines der 5 Stadttore der alten Stadtbefestigungsanlage war.
Der Platz hatte seinen Namen zu Ehren des Handschuhfabrikanten Carl Bruno Falke, der ein Wohltäter der Chemnitzer Bevölkerung war und in der Nähe seinen Firmensitz hatte.

## Lage
Der Falkeplatz befindet sich westlich des Stadtzentrums. Auf ihn münden die Bahnhof-, die Theater-, die Zwickauer, die Stollberger und die Schadestraße. Die Gebäude der Deutschen Bank sowie das Museum Gunzenhauser grenzen direkt an.

## Geschichte
Der Platz wurde 1907 nach dem Handschuhfabrikanten Carl Bruno Falke benannt, der im selben Jahr während einer Weltreise in Singapur starb. Er hinterließ sein gesamtes Vermögen der Stadt für wohltätige Zwecke, die daraufhin den Platz als Zeichen des Dankes nach ihm benannte.
Der Platz in seiner heutigen Gestalt entstand erst in den Jahren 1912 bis 1914 durch die Überbauung der Chemnitz und des bis dahin offenen Mühlgrabens. Dabei wurde der Fluss mit verrippten Spannbetonelementen abgedeckt.
In den Jahren 2009 und 2010 wurde die Chemnitz zwischen Deutsche Bank und Moritzhof sowie nach der Straße neben dem Museum Gunzenhauser wieder freigelegt.

## Bilder

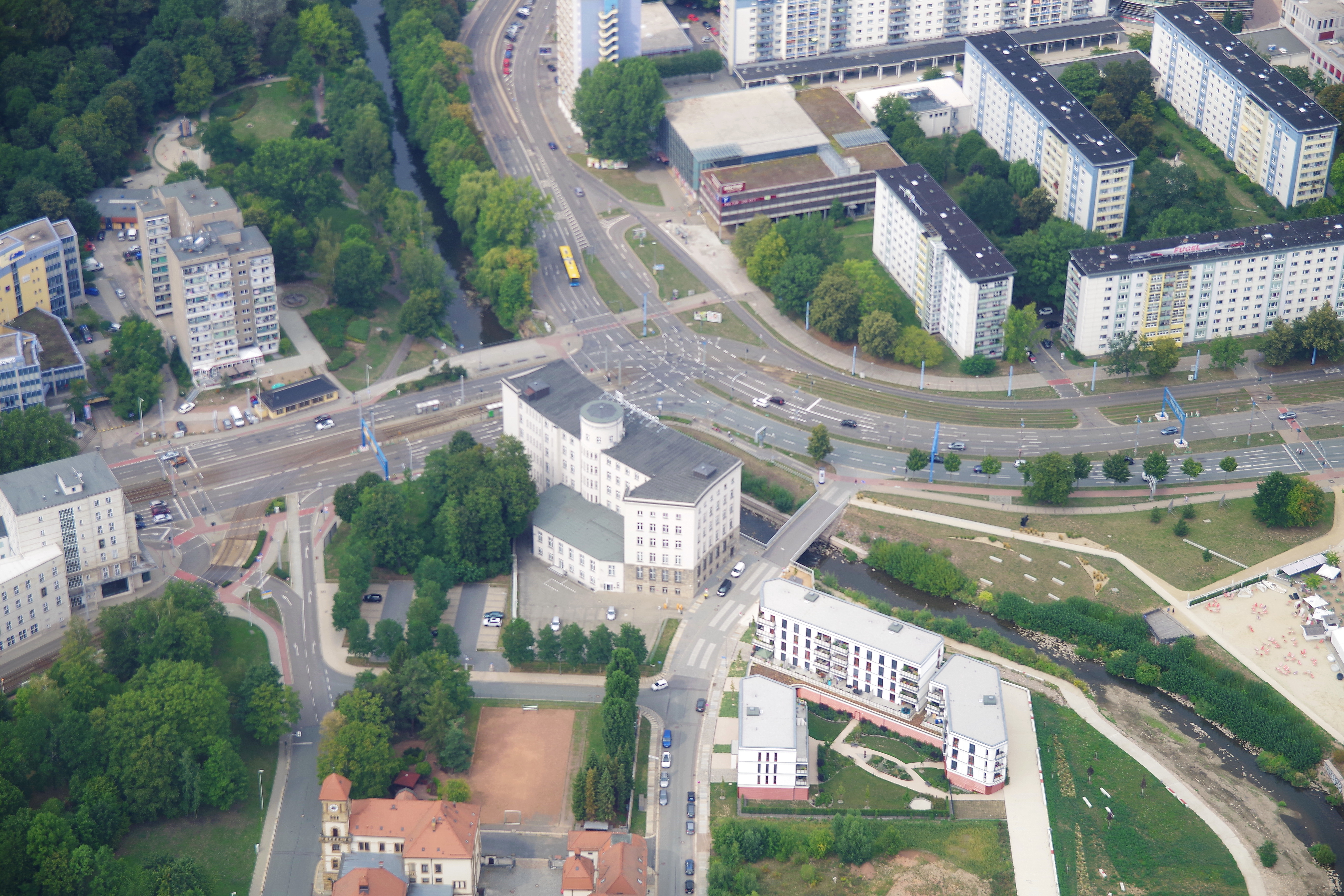
Luftaufnahme des Falkeplatzes
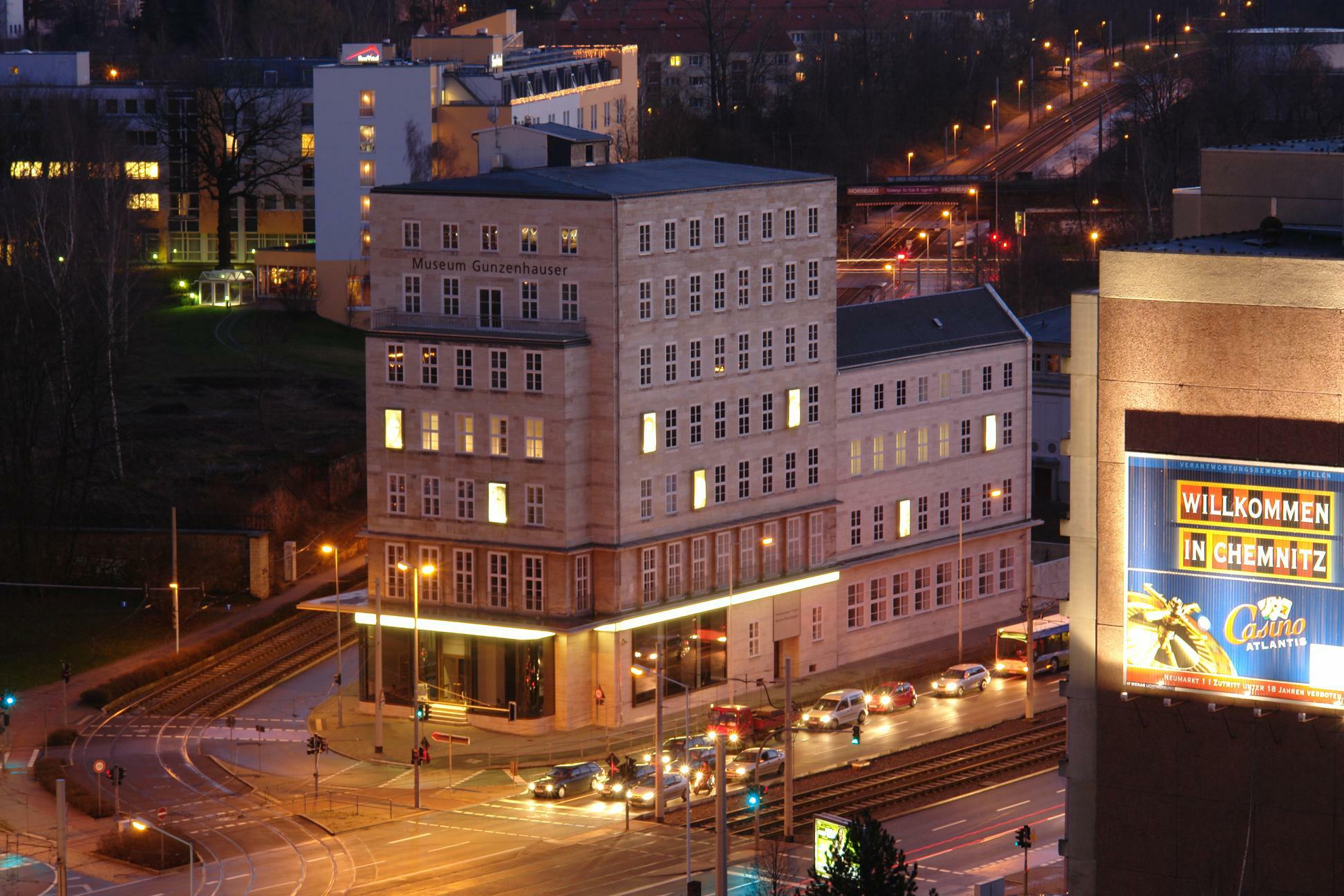
Museum Gunzenhauser an Falkeplatz angrenzend
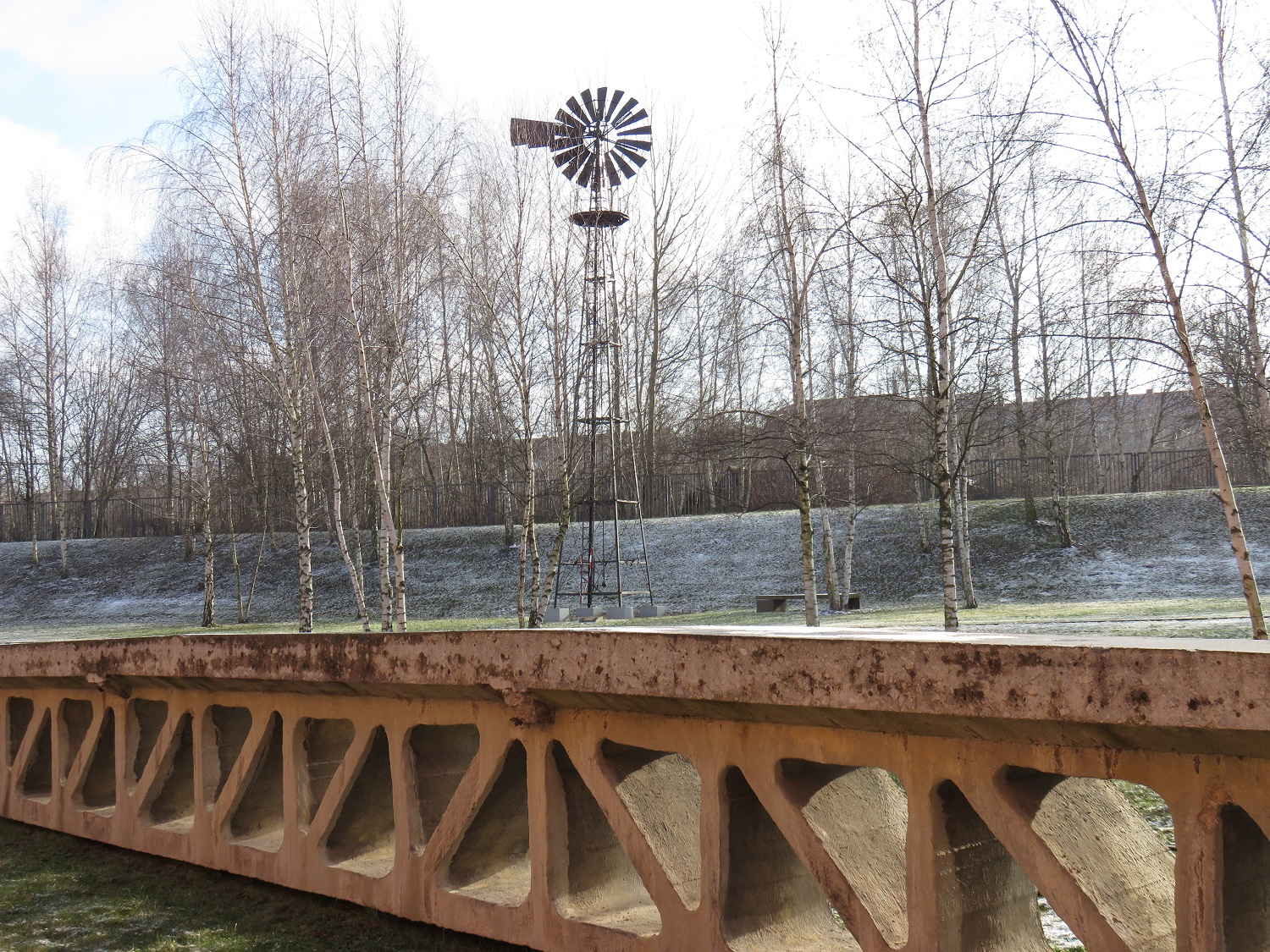
Spannbetonelement das einst vor der Deutschen Bank die Chemnitz abdeckte